# Doktorzy honoris causa Śląskiego Uniwersytetu Medycznego w Katowicach
Doktorzy honoris causa Śląskiego Uniwersytetu Medycznego – chronologiczna lista doktorów honoris causa Śląskiego Uniwersytetu Medycznego.

## Doktorzy honoris causa
| Data                 | Doctor honoris causa              | Źródło |
| -------------------- | --------------------------------- | ------ |
| 11 października 1960 | Brunon Antoni Nowakowski          |        |
| 10 września 1973     | Tadeusz Ludwik Chorążak           |        |
| 10 września 1973     | Tadeusz Ewaryst Pawlikowski       |        |
| 23 listopada 1974    | Stefan Ślopek                     |        |
| 10 listopada 1975    | Stanisław Grzycki                 |        |
| 10 listopada 1975    | Stanisław Wilhelm Kohmann         |        |
| 3 października 1977  | Józef Bronisław Gasiński          |        |
| 18 maja 1982         | Stanisław Marian Jóźkiewicz       |        |
| 18 maja 1982         | Witold Władysław Zahorski         |        |
| 3 września 1983      | Kornel Stanisław Gibiński         |        |
| 30 września 1983     | Wiktor Bross                      |        |
| 15 listopada 1986    | Adalbert Bohle                    |        |
| 15 listopada 1986    | Shaul Massry                      |        |
| 15 listopada 1986    | Józef Japa                        |        |
| 16 lutego 1989       | Mieczysław Justyna                |        |
| 16 lutego 1989       | Stanisław Aleksander Pokrzywnicki |        |
| 18 stycznia 1990     | Augustyn Heidland                 |        |
| 18 stycznia 1990     | Witold Adam Niepołomski           |        |
| 9 maja 1990          | Jan Moll                          |        |
| 22 kwietnia 1991     | Antoni Aroński                    |        |
| 22 kwietnia 1991     | Jerzy Zieliński                   |        |
| 18 grudnia 1991      | Eberhard Ritz                     |        |
| 18 grudnia 1991      | Alois Stacher                     |        |
| 20 listopada 1992    | Jan Nielubowicz                   |        |
| 1 października 1993  | Zbigniew Stanisław Herman         |        |
| 1 października 1993  | Franciszek Kokot                  |        |
| 26 kwietnia 1994     | Bożena Hager-Małecka              |        |
| 13 grudnia 1994      | Vittorio Bonomini                 |        |
| 23 lutego 1996       | Włodzimierz Januszewicz           |        |
| 25 czerwca 1996      | Tadeusz Lesław Chruściel          |        |
| 25 czerwca 1996      | Zdzisław Kleinrok                 |        |
| 6 listopada 1996     | Marian Mieczysław Garlicki        |        |
| 16 czerwca 1997      | Horst Klinkmann                   |        |
| 16 czerwca 1997      | Robert Schrier                    |        |
| 6 października 1997  | Kazimierz Dux                     |        |
| 6 października 1997  | Mieczysław Luciak                 |        |
| 5 października 1998  | Ryszard Jerzy Gryglewski          |        |
| 5 października 1998  | sir John Robert Vane              |        |
| 13 czerwca 2000      | Zbigniew Religa                   |        |
| 21 maja 2001         | Rudolf Klimek                     |        |
| 21 maja 2001         | Robert W. Ryder                   |        |
| 1 października 2002  | Andrzej Szczeklik                 |        |
| 12 marca 2003        | Zygmunt Wincenty Górka            |        |
| 5 marca 2004         | Manfred Göthert                   |        |
| 5 marca 2004         | Jerzy Adam Vetulani               |        |
| 1 października 2003  | Tadeusz Marian Wilczok            |        |
| 14 czerwca 2005      | Alexander Meikle Davison          |        |
| 14 czerwca 2005      | Richard Kostrzewa                 |        |
| 30 marca 2006        | Edmund Przegaliński               |        |
| 2 marca 2007         | Mieczysław Rajmund Chorąży        |        |
| 15 czerwca 2007      | Edward Bańkowski                  |        |
| 27 marca 2008        | Marek Pawlikowski                 |        |
| 28 marca 2008        | Mariusz Ratajczak                 |        |
| 17 listopada 2009    | Wojciech Kostowski                |        |
| 3 grudnia 2010       | Lars Rydén                        |        |
| 4 października 2011  | Władysław Nasiłowski              |        |
| 30 maja 2014)        | Ida Kinalska                      | [ 1 ]  |
| 5 września 2015      | Zbigniew Wszołek                  | [ 2 ]  |
| 1 czerwca 2016       | Jacques J.M. van Dongen           | [ 3 ]  |
| 6 października 2017) | Janina Ochojska-Okońska           | [ 4 ]  |